# Giovanni Battista Sammartini
Giovanni Battista Sammartini (født 1700 eller 1701 i Milano, død 15. januar 1775 samme sted) var en italiensk organist, korleder og kapelmester, som i sin levetid blev regnet som hjembyens største komponist.
Sammartini spillede en vigtig rolle i udviklingen af den tidlige symfoni. I sin lange karriere skrev han musik, som spændte fra barokke via præklassiske til klassiske former.

## Liv
Sammartini var det syvende af de i alt otte børn til Girolama de Federici og den franske immigrant og oboisten Alexis Saint-Martin. Faderen gav sine børn musikundervisning, og også sønnen Giuseppe blev musiker og komponist.
Giovanni Sammartinis første værk, en samling vokalkompositioner som senere er gået tabt, stammer fra 1725. Ikke længe efter blev han maestro di cappella ved Basilica di Sant'Ambrogio, og i 1728 i Congregazione del Santissimo Entierro. Posten ved Sant'Ambrogio holdt han til sin død. Han blev senere kapelmester ved flere andre af Milanos kirker og skal ved sin død have arbejdet ved otte eller flere kirker.
Christoph Willibald Gluck studerede hos Sammartini fra 1736 til 1741 og blev påvirket af dennes stil. I 1770 eller 1771 var Sammartini til stede ved Wolfgang Amadeus Mozarts koncert i Milano under Mozarts første italiensrejse. Selv om Sammartini stort set opholdt sig fast i Milano, stod han i personlig kontakt med flere andre samtidige komponister som Johann Christian Bach og Luigi Boccherini
Det er en mulighed for, at den dansk-norske komponist Johan Henrik Freithoff studerede hos Sammartini, men det er ikke bekræftet.

## Musik
Sammartini var en produktiv komponist som skrev mere end 70 symfonier, og han regnes som en af de mest betydelige repræsentanter for den tidlige udviklingen av musikform. Desuden skrev han tre operaer, concerti grossi, kirkemusik og kammermusik.
Sammartinis innovationer prægede udviklingen af symfonien i mindst lige så stor grad som Mannheimerskolen og Den første wienerksolen.  Mens andre komponister på hans tid brugte den italienske ouverture som model for deres symfonier, hentede Sammartini inspiration fra formerne triosonate og solokoncert.
Musikken af Sammartini kan groft set inddeles i tre stilistiske perioder:
- I den tidlige periode fra 1724 til 1739 skrev han i en blanding af barokke og førklassiciske former.
- I mellemperioden fra 1740 til 1758 træder de førklassiske former klarere frem
- I den sene periode fra 1759 til 1774 forekommer klassicistiske former.

Mellemperioden regnes som Sammartinis vigtigste og mest banebrydende, med kompositionerne fra denne tid tilhører den galante stil og peger frem mod den kommende klassicisme.
Selv om Sammartinis musik var højt anset i hans egen levetid, blev den hurtigt glemt. Først i 1913 tog musikforskere studiet af ham op igen.

## Værker
- 68 symfonier
- Et titals koncerter for fløjte, violin og cello.
- 21 fløjte- og strygekvartetter
- 8 strygekvintetter
- Omkring 200 strygetrioer
- Over 50 sonater for klaver, fløjte, violin og cello.
- 3 operaer
  - Memet (1732)
  - L'ambizione superata dalla virtù (1734)
  - L'Agrippina, moglie di Tiberio (1743)
- 1 oratorium
- 8 kantater